# Басс-Лейк (Індіана)
Басс-Лейк (англ. Bass Lake) — переписна місцевість (CDP) в США, в окрузі Старк штату Індіана. Населення — 1384 особи (2020).

## Географія
Басс-Лейк розташований за координатами 41°13′19″ пн. ш. 86°35′39″ зх. д. / 41.22194° пн. ш. 86.59417° зх. д. (41.221830, -86.594083).  За даними Бюро перепису населення США в 2010 році переписна місцевість мала площу 29,21 км², з яких 23,54 км² — суходіл та 5,68 км² — водойми.

## Демографія
Згідно з переписом 2010 року, у переписній місцевості мешкало 1195 осіб у 521 домогосподарстві у складі 348 родин. Густота населення становила 41 особа/км².  Було 1232 помешкання (42/км²).
Расовий склад населення:
| - 97,2 % — білих - 0,5 % — корінних американців - 0,3 % — чорних або афроамериканців - 0,2 % — азіатів |

До двох чи більше рас належало 1,3 %. Частка іспаномовних становила 3,3 % від усіх жителів.
За віковим діапазоном населення розподілялося таким чином: 20,3 % — особи молодші 18 років, 57,8 % — особи у віці 18—64 років, 21,9 % — особи у віці 65 років та старші. Медіана віку мешканця становила 47,9 року. На 100 осіб жіночої статі у переписній місцевості припадало 94,0 чоловіків;  на 100 жінок у віці від 18 років та старших — 92,1 чоловіків також старших 18 років.
Середній дохід на одне домашнє господарство  становив 50 846 доларів США (медіана — 44 375), а середній дохід на одну сім'ю — 54 431 долар (медіана — 47 439). Медіана доходів становила 30 833 долари для чоловіків та 33 125 доларів для жінок. За межею бідності перебувало 9,7 % осіб, у тому числі 15,4 % дітей у віці до 18 років та 0,0 % осіб у віці 65 років та старших.
Цивільне працевлаштоване населення становило 475 осіб. Основні галузі зайнятості: освіта, охорона здоров'я та соціальна допомога — 34,7 %, виробництво — 24,4 %, будівництво — 12,0 %, роздрібна торгівля — 7,8 %.